# Allocryptobia
Allocryptobia is een geslacht van vlinders uit de familie van de Houtboorders (Cossidae). De wetenschappelijke naam en de beschrijving van dit geslacht werden voor het eerst in 1951 gepubliceerd door Pierre Viette.

## Soorten
- Allocryptobia musae (Herrich-Schäffer, 1854)